# Aniversário do Rei
O Aniversário do Rei ou Aniversário da Rainha (em inglês: King's Official Birthday ) é o dia em que o aniversário do monarca do Reino Unido e da Commonwealth é comemorado oficialmente em vez do dia do aniversário do monarca . A data exata da comemoração varia de país para país, e apenas marca o aniversário real de um Estado soberano, por coincidência (a anterior monarca, Elizabeth II, nasceu em 21 de abril de 1926).
Na Austrália, com exceção de Austrália Ocidental, comemora-se o Aniversário do Rei na segunda segunda-feira de junho, marcando-a com um feriado que serve também como o fim de semana de abertura da temporada de esqui na Austrália.